# چارلی (فیلم ۲۰۱۵)
چارلی (به انگلیسی: Charlie) فیلمی هندی محصول سال ۲۰۱۵ و به کارگردانی مارتین پراکات است. در این فیلم بازیگرانی همچون دولکوئر سلمان، پارواتی، آپارنا گوپینات، ندومودی ونو، سوبین شاهیر، کالپانا، کی.پی.ای.سی. لالیتا و نثار ایفای نقش کرده‌اند.